# Grand National Cross Country
El campionat Grand National Cross Country (oficialment en anglès, Grand National Cross Country Series), abreujat GNCC, és una competició de motociclisme fora d'asfalt que se celebra als Estats Units des de 1975. Fundat per Dave Coombs, està regulat per l'AMA. El format de les curses de "Cross Country" és semblant al de les de motocròs, però, en comptes de disputar-se en circuits tancats, consta d'extensos recorreguts tot terreny de 8 a 12 milles de longitud i una durada de fins a 3 hores. Les curses del GNCC són físicament exigents i sovint congreguen fins a 2.200 pilots que corren per pistes en què han de travessar des de boscos fins a turons, fang, roques, arrels, trams de circuits de motocròs i altres obstacles. El campionat s'estructura en classes per a motocicleta, ATV (vehicle tot terreny, altrament dit quadricicle) i eMTB (bicicleta elèctrica de muntanya) i és obert tant a pilots professionals com a aficionats, amb diversos nivells d'habilitat i categories per edats. El patrocinador actual és Specialized Bicycle Components.

## Història
El campionat es va estrenar el 1975 quan Dave Coombs va ser contactat per un predicador d'una església d'una petita ciutat de Virgínia Occidental, el qual volia ajudar l'economia local, en dificultats, organitzant una cursa de motos. Dave Coombs va veure un gran potencial al terreny i va pensar que una cursa del tipus d'un Gran Premi a través de la ciutat i el camp dels voltants seria prou especial per a atraure visitants a la ciutat.
Coombs va anomenar aquella primera cursa Blackwater 100. El nom "Blackwater" venia del riu Blackwater i les cascades properes (Blackwater Falls), mentre que 100 era el nombre de milles de la cursa. El terreny era accidentat, cosa que faria que la cursa en si fos difícil per als pilots i les motos. La cursa es va fer popular quan Dave hi va convidar uns quants editors de revistes de Califòrnia, que un cop tornats a les seves redaccions van escriure sobre les experiències viscudes a l'accidentada cursa. La Blackwater va arribar a ser coneguda com a "la cursa més dura d'Amèrica".
Dave Coombs va promoure també el primer AMA National Hare Scramble, que es va celebrar al High Point Raceway el 1979. Arran de la popularitat d'aquest esdeveniment i de la Blackwater 100, va néixer el campionat "Wiseco 100 Miler Series", el qual evolucionà a l'actual GNCC a partir de la temporada de 1984. El GNCC va començar a experimentar més creixement quan s'hi van afegir vehicles de tres rodes el 1983 i els de quatre rodes els van substituir uns anys després. La Blackwater 100 va aparèixer en un joc de pinball fabricat per Bally-Midway el 1988, el qual es distingia pel seu complex disseny de taula i una característica única: cadascuna de les tres boles assignades per partida eren multi-boles que representaven les tres mànegues de la cursa.
La famosa Blackwater 100 es va cancel·lar després de l'edició de 1993, però en aquells moments la GNCC ja havia guanyat la reputació de ser la principal competició de fora d'asfalt a Amèrica. Al llarg de la dècada del 1990 el campionat continuava creixent. Amb el domini de la motocicleta per part de pilots com ara Scott Summers, Scott Plessinger i Rodney Smith, mentre que Barry Hawk dominava la categoria dels ATV, la GNCC va obtenir encara més cobertura mediàtica. Dave Coombs es va morir el 1998, però la seva família va continuar al capdavant de l'organització per a continuar-ne l'èxit. L'actual director de la GNCC és el seu gendre, Jeff Russell, que fou campió AMA d'enduro el 1991.

## Classes
La GNCC ha evolucionat des de petites curses regionals fins a esdeveniments de categoria professional que atrauen pilots professionals i amateurs d'arreu del món. La creixent participació de pilots de rangs professionals va provocar el canvi des d'una única classe "Pro" a diverses de rang professional a partir del 2007. Les classes d'ATV professionals se subdivideixen en la classe principal (XC1 Pro ATV) i la XC2 Pro-Am ATV, que és un pas intermedi per als pilots sortits de les classes d'aficionats. Les classes de moto professionals consisteixen en la XC1 Open Pro, per a motocicletes de qualsevol cilindrada, l'XC2 250 Pro per a motocicletes de 250 cc i l'XC2 125 Pro-Am, reservada exclusivament a motocicletes de 125 cc de dos temps.

## Llista de guanyadors
A 1 de desembre de 2024
Al llarg dels anys, el campionat ha estat disputat per milers de pilots procedents de tot el món. Cada any es corona un campió absolut tant per a les motos com per als vehicles tot terreny. Pel que fa a les motos, els campions que més títols absoluts han obtingut al llarg de la història del GNCC són Ed Lojak, amb nou, Kailub Russell, amb vuit, i Rodney Smith i Scott Summers, amb cinc cadascun.

### Campions absoluts des del 1980 (motocicletes)
| Any  | Pilot            | Origen                           | Motocicleta |
| ---- | ---------------- | -------------------------------- | ----------- |
| 1980 | Ed Lojak         | Tarentum (Pennsilvània)          | Husqvarna   |
| 1981 | Ed Lojak         | Tarentum (Pennsilvània)          | Husqvarna   |
| 1982 | Ed Lojak         | Tarentum (Pennsilvània)          | Husqvarna   |
| 1983 | Ed Lojak         | Tarentum (Pennsilvània)          | Husqvarna   |
| 1984 | Ed Lojak         | Tarentum (Pennsilvània)          | Husqvarna   |
| 1985 | Jim Maltba       | Mount Clare (Virgínia de l'Oest) | KTM         |
| 1986 | Ed Lojak         | Tarentum (Pennsilvània)          | Husqvarna   |
| 1987 | Ed Lojak         | Tarentum (Pennsilvània)          | Husqvarna   |
| 1988 | Ed Lojak         | Tarentum (Pennsilvània)          | Husqvarna   |
| 1989 | Ed Lojak         | Tarentum (Pennsilvània)          | Yamaha      |
| 1990 | Scott Summers    | Petersburg (Kentucky)            | Honda       |
| 1991 | Scott Summers    | Petersburg (Kentucky)            | Honda       |
| 1992 | Scott Summers    | Petersburg (Kentucky)            | Honda       |
| 1993 | Fred Andrews     | Salem (Ohio)                     | Yamaha      |
| 1994 | Scott Plessinger | Hamilton (Ohio)                  | KTM         |
| 1995 | Scott Plessinger | Hamilton (Ohio)                  | KTM         |
| 1996 | Scott Summers    | Petersburg (Kentucky)            | Honda       |
| 1997 | Scott Summers    | Petersburg (Kentucky)            | Honda       |
| 1998 | Rodney Smith     | Antioch (Califòrnia)             | Suzuki      |
| 1999 | Rodney Smith     | Antioch (Califòrnia)             | Suzuki      |
| 2000 | Shane Watts      | Maffra                           | KTM         |
| 2001 | Rodney Smith     | Antioch (Califòrnia)             | Suzuki      |
| 2002 | Rodney Smith     | Antioch (Califòrnia)             | Suzuki      |
| 2003 | Barry Hawk       | Smithfield (Pennsilvània)        | Yamaha      |
| 2004 | Rodney Smith     | Antioch (Califòrnia)             | Suzuki      |
| 2005 | Juha Salminen    | Vantaa                           | KTM         |
| 2006 | Juha Salminen    | Vantaa                           | KTM         |
| 2007 | David Knight     | Illa de Man                      | KTM         |
| 2008 | David Knight     | Illa de Man                      | KTM         |
| 2009 | Paul Whibley     | Dannevirke                       | Kawasaki    |
| 2010 | Josh Strang      | Inverell                         | Suzuki      |
| 2011 | Charlie Mullins  | Hamilton (Ohio)                  | KTM         |
| 2012 | Paul Whibley     | Dannevirke                       | Yamaha      |
| 2013 | Kailub Russell   | Boonville (Carolina del Nord)    | KTM         |
| 2014 | Kailub Russell   | Boonville (Carolina del Nord)    | KTM         |
| 2015 | Kailub Russell   | Boonville (Carolina del Nord)    | KTM         |
| 2016 | Kailub Russell   | Boonville (Carolina del Nord)    | KTM         |
| 2017 | Kailub Russell   | Boonville (Carolina del Nord)    | KTM         |
| 2018 | Kailub Russell   | Boonville (Carolina del Nord)    | KTM         |
| 2019 | Kailub Russell   | Boonville (Carolina del Nord)    | KTM         |
| 2020 | Kailub Russell   | Boonville (Carolina del Nord)    | KTM         |
| 2021 | Ben Kelley       | Harwinton (Connecticut)          | KTM         |
| 2022 | Jordan Ashburn   | Livingston (Tennessee)           | Husqvarna   |
| 2023 | Craig DeLong     | Morgantown (Pennsilvània)        | Husqvarna   |
| 2024 | Johnny Girroir   | Southwick (Massachusetts)        | KTM         |